# Beo de Verschrikkelijke
 Beo de Verschrikkelijke is het 14de stripverhaal van Nero. De eerste negen klassieke avonturen verschenen onder de titel De avonturen van detective Van Zwam. Dit album verscheen onder de definitieve titel  De avonturen van Nero & Co die tot het laatste album gebruikt zal worden. De reeks wordt getekend door striptekenaar Marc Sleen. Het Volk publiceerde voorpublicaties tussen 22 februari 1952 en 3 juli 1952.

## Hoofdrollen
- Nero (stripfiguur)
- Madam Nero
- Petoetje
- Madam Pheip
- Meneer Pheip
- Beo de beo
- Jef Pedal
- Florence, de getemde bij

## Plot
Nero loopt rond met een gebroken arm. Hij is echter niet echt gekwetst. De avond ervoor was hij zo dronken dat hij zich niets meer kon herinneren van de avond voorheen. Madam Nero legde een stuk verband om zijn arm zodat hij een aantal weken niet meer op café zal gaan. Via zijn ongevallenverzekering krijgt Nero echter 250 fr., wat hem op het idee brengt een nog groter ongeluk te krijgen zodat hij meer geld kan opstrijken. Zijn pogingen mislukken echter keer op keer en Nero besluit dan maar geld te lenen bij Meneer Pheip. Die blijkt een beo te hebben die "Beo" heet. De vogel kan praten, maar gedraagt zich uiterst onbeleefd tegen Nero, waardoor Meneer Pheip hem voor straf geen rupsen meer laat eten. Beo besluit meteen weg te lopen tot woede en verdriet van Meneer Pheip die helemaal ontroostbaar is. Nero belooft hem Beo terug te zullen brengen, waar Meneer Pheip 200.000 frank voor over heeft. Nero doet verschillende pogingen Beo te vangen, maar faalt iedere keer. Hij ontdekt na een tijd dat zijn arm niet echt gebroken is en dat Beo per schip terug naar zijn vaderland, India, wil reizen. Net als Beo gaat Nero als verstekeling mee aan boord. Hij wordt door de kapitein betrapt en in de keuken aan het werk gezet, waarna Nero zich als kok vermomt. Hij valt echter door de mand omdat zijn recepten door Beo worden gesaboteerd. Uiteindelijk gooit hij het met de kapitein op een akkoordje: hij laat de chef-kok weer vrij en mag in de ruil gratis meereizen. Nero probeert verschillende keren Beo te vinden en te vangen, maar elke keer opnieuw weet het dier aan hem te ontsnappen. Wanneer een van de wolfsklemmen die hij heeft uitgezet per ongeluk de kapitein verwondt wordt Nero als stoker aan het werk gezet. Daar hoort hij dat Madam Pheip en Petoetje per vliegtuig naar Bombay zijn vertrokken en hem opwachten. Nero ontdekt echter dat zijn schip niet naar Bombay, maar naar Boma in Belgisch-Congo vaart.
In Congo stapt Beo van boord en laat Nero, die met zijn hoofd tegen een prauw is gesprongen, achter voor de krokodillen. Net wanneer de reptielen Nero willen verslinden schiet Jef Pedal hen dood. Hij blijkt als krokodillenjager in Congo de kost te verdienen en brengt Nero naar zijn vrouw om te eten. In Boma, Congo zien Jef en Nero overal het opschrift "Beo was hier!" en gaat Nero met wat spullen van Jef Pedal op expeditie het oerwoud in. Na een nachtmerrie komt hij een olifantje tegen dat hem tijdens zijn reis vergezelt. Opnieuw slaagt hij er niet in Beo te vangen en de vogel verklaart ook dat hij niet meer terug naar België wil gaan. Madam Pheip en Petoetje vinden Nero terug en besluiten allemaal Beo te pakken te krijgen. Nero wordt aangevallen door een grote gorilla, maar Petoetjes getemde bij jaagt het dier op de vlucht. Dan stuurt Beo een stam pygmeeën op Nero en co af, maar Nero kan hen verdrijven door hen zout aan te bieden, maar bij gebrek aan het product moet hij ten slotte zijn ganse provisie afgeven. Petoetje redt Madam Pheip vervolgens van een slang en vervolgens komt het drietal met het olifantje op de savanne terecht. Daar wordt Madam Pheip door een neushoorn omver gelopen en belandt op de rug van het dier. Ze wordt bij een Afrikaanse zwarte stam afgegooid die enkel uit vrouwen bestaat met giraffenhalzen die haar ook zo'n nek willen bezorgen.
Nero heeft inmiddels een zonnesteek gekregen en begint te raaskallen. Hij verslaat een leeuw (na tussenkomst van Florence, de bij) en Petoetje kan hem pas weer bij zijn positieven brengen als het olifantje hem vol rivierwater spuit. In het dorp jaagt Nero de giraffennekvrouwen weg door te beweren een muis in een doosje te hebben. Als Madam Pheip bevrijd is liften Nero en co mee met een jeep naar Matadi, Congo, waar ze ontdekken dat Beo per vliegtuig naar India vliegt. Ze weten mee aan boord te komen door Petoetje bij de vliegtuigbeambte af te leiden. Aan boord vinden ze Beo terug, maar wanneer die ziet dat ze boven India vliegen springt hij door het raam naar buiten waarop Nero, Petoetje en Madam Pheip hem per parachute achterna springen. In de Indiase jungle smijt Nero per ongeluk een stuk van een Indisch afgodsbeeld terwijl hij eigenlijk Beo wilde raken. De Indiërs besluiten Nero en co ter dood te veroordelen wegens heiligschennis. Een grote olifant zal hun hoofden verpletteren, maar dankzij Nero's olifantje wordt dit verijdeld. Verder in het oerwoud ontdekken ze dat er honderden beo's in de streek rondvliegen en Beo inmiddels met een vrouwtje eitjes is beginnen leggen. Nero wil hun zoektocht opgeven, maar wanneer ze Beo's vrouw van een slang redden is Beo uit dank eindelijk bereid naar België terug te keren. Nero en co nemen de vogels met nest en al mee. Tijdens een overnachting wordt Nero door een koningstijger mee naar diens hol gesleept, maar dankzij een interactie van Petoetje wordt het dier 's anderendaags gedood. Wel besluiten ze haar twee welpjes mee te nemen omdat ze geen moeder meer hebben.
In een Indisch dorp schopt Nero een heilige koe waarna een fakir hem vervloekt. Nero valt ineens voor dood neer, maar doordat Petoetje er een andere fakir bij kan halen wordt hij toch nog gered. In de haven staat het gezelschap voor een nieuwe hindernis: het enige schip dat naar Antwerpen vaart is dat van de kapitein die Nero in het begin van het verhaal op de zenuwen werkte. Nero en co besluiten via een zeilbootje de zee op te gaan. Als ze even op zee zijn merken ze dat het lek is en ze komen in een storm terecht die pas luwt wanneer Nero zweert dat hij zeven keer te voet naar Lourdes zal gaan wanneer ze er ooit levend uitkomen. Ze komen nog een octopus, potvis en uitgehongerde schipbreukeling tegen voor ze ten slotte door een schip worden opgepikt en weer naar België varen. Aan boord vinden nog twee incidenten plaats, waarbij onder meer de tijgerwelpjes uitgegroeid blijken tot volwassen tijgers en Nero haast het schip doet ontploffen als hij een sigaar in het ruim van het munitieschip gooit. Eenmaal aan wal ontploft het schip toch wanneer Nero tijdens een toespraak voor het ontvangstcomité zijn sigaar achteloos op het schip gooit. Beo wordt teruggebracht naar Meneer Pheip die bijna zijn laatste adem uitblaast, maar weer helemaal herleeft als hij Beo ziet. Er wordt uitgebreid gevierd met champagne, Beo's eieren komen uit, de tijgers worden aan de Antwerpse Zoo geschonken, Petoetje krijgt het olifantje om mee naar school te gaan en Nero koopt een auto om met zijn vrouw op reis te gaan.

## Achtergronden bij het verhaal
- Het verhaal werd geïnspireerd door een beo die Marc Sleen destijds zelf in huis had.
- Het personage Beo de beo maakt in dit album zijn debuut. Hij zou nog een aantal maal terugkeren in de stripreeks, onder meer in De Gouden Vrouw (1953) en Beo is back (1989).
- Hoofdredacteur van De Standaard Jan De Spot valt in strook 6 en 225 opnieuw te herkennen als butler.
- De agent in strook 13-20 en 215 is de Champetter uit De Lustige Kapoentjes, een andere stripreeks van Marc Sleen.
- Nero bezoekt in strook 23-24 het vogelpaleis in de Antwerpse Zoo.
- Petoetje heeft in strook 85 een getemde bij, genaamd Florence, die op bevel iedereen kan steken. Bijen kunnen nochtans slechts één keer steken en sterven dan.
- In strook 101 roept Nero op om de Egyptische koning Faroek I af te zetten. De koning werd dat jaar na maandenlange rellen inderdaad afgezet, hiermee een einde makend aan eeuwenlange monarchie in Egypte.
- Nero verklaart in strook 104 als hij de leeuw ziet: "Hadden Samson of Tarzan misschien schrik van een leeuwke?"
- De Afrikaanse stam met ringen om hun hals waardoor ze giraffennekken krijgen verwijst naar de Zuid-Afrikaanse Zuid-Ndebele stam waarbij de vrouwen eenzelfde nekversieringen dragen.
- In strook 112 noemt Nero het olifantje "Hannibal", naar de Carthaagse legeraanvoerder die met zijn olifanten over de Alpen trok en Rome binnenviel. Later in de reeks, in het album "Hannibal" (1977), raakt Clo-Clo bevriend met een olifantje dat ook Hannibal heet.
- De Indiër in strook 145 verklaart dat "het volk" heeft beslist Nero en co ter dood te brengen. Een onderschrift weerlegt: "Niet te verwarren met het dagblad". Dit is een knipoogje naar de gelijknamige krant waarin Nero verscheen.
- Nero doodt de slang in strook 157 omdat hij slangen niet kan uitstaan: "Ze hebben ons in de appel doen bijten." Een verwijzing naar het verhaal van Adam en Eva.
- Wanneer Madam Pheip Nero in strook 168 vraagt: "Zijt gij het Nero?", antwoordt Nero: "Natuurlijk! Wie zou het anders zijn? Eisenhower?"
- Nero blijkt in strook 170 lid te zijn van de Bond ter Dierenbescherming.
- Petoetje fluit in strook 177 de Brabançonne omdat slangen van muziek houden. Dit is een verwijzing naar slangenbezweerders, al houden slangen niet van muziek, gezien ze doof zijn en enkel de bewegingen van de fluit van de bezweerder volgen.
- De slechte fakir in 179 blijkt "Babhel-Ut" te heten, een woordspeling op een Vlaams snoepgoed ("babelutten").
- Nero doet in strook 194 een storm luwen door te zweren zeven keer te voet naar Lourdes te gaan als ze er ooit levend uitkomen. Deze grap werd eerder al gemaakt in Het Zeespook en Nero zou later nog geregeld soortgelijke katholiek geïnspireerde beloften doen die meestal met succes stormen weer lieten liggen.
- Nero noemt de twee tijgers die hij uit India heeft meegebracht "Yma" en "Súmac" (strook 214). Dit is een verwijzing naar de Peruviaanse zangeres Yma Súmac die beroemd was om haar hoge zang.
- In strook 215 wacht de Gentse burgemeester Placide De Paepe Nero en co op. In de menigte herkennen we ook Piet Fluwijn en Bolleke.
- In Antwerpen in België is een stripzaak vernoemd naar Beo, de vogel van Meneer Pheip: "Stripwinkel Beo".